# Gene Parsons
Gene Parsons (* 4. září 1944) je americký hudebník. V letech 1967 až 1969 byl členem skupiny Nashville West a od roku 1968 do roku 1972 působil ve skupině The Byrds. Své první sólové album nazvané Kindling vydal v roce 1973. Později krátce působil ve skupině The Flying Burrito Brothers a roku 1979 vydal druhé sólové album Melodies. Dále také byl členem projektu Parsons Green, ve kterém jej doprovázela zpěvačka Meridian Green.